# Delia Bacon

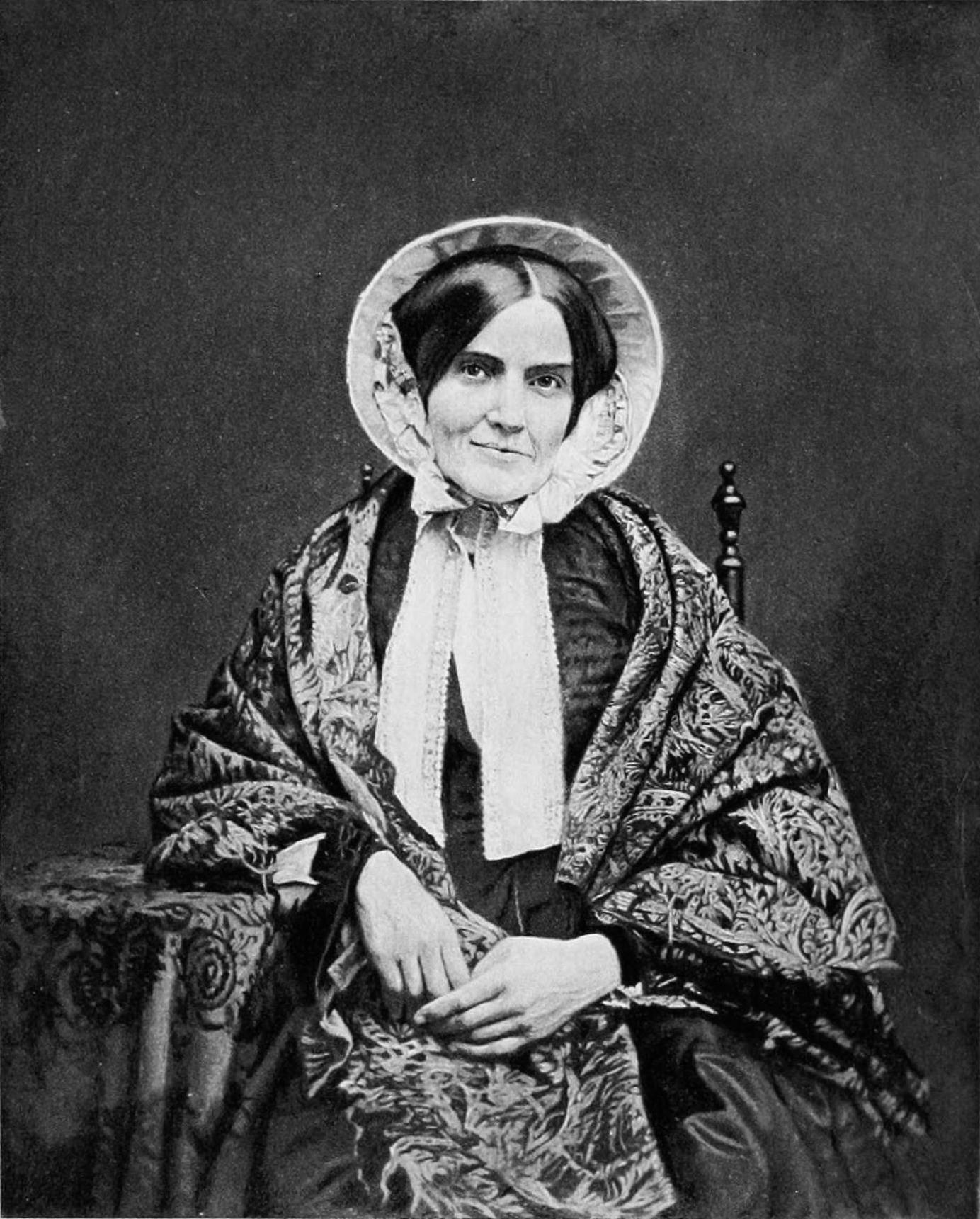
Delia Bacon (1853)

Delia Salter Bacon (* 2. Februar 1811 in Tallmadge, Ohio; † 2. September 1859 in Hartford, Connecticut) war eine US-amerikanische Lehrerin und Buchautorin. Sie wurde bekannt durch ihre Monographie zur Frage der Shakespeare-Urheberschaftsdebatte (Verfechterin der Francis-Bacon-Theorie, ohne mit ihm verwandt zu sein, eine zufällige Namensgleichheit).

## Leben
Delia Bacon war bis 1852 als Lehrerin in Connecticut, New Jersey, und New York tätig. In dieser Zeit schrieb sie ein Buch Tales of the Puritans (1831), ein Theaterstück The Bride of Fort Edward (1839), das auf der Geschichte von Jane McCrea basiert und teilweise im Blankvers verfasst ist, und The Philosophy of the Plays of Shakespeare Unfolded (1857).
Sie war eine der frühen Zweifler an der Identität William Shakespeares aus Stratford als Verfasser des großen Werke-Kanons. Hierfür verbrachte sie mehrere Jahre mit Studien in England, wo sie sich mit Thomas Carlyle und Nathaniel Hawthorne anfreundete.
Innerhalb der Urheberschaftsdebatte vertrat sie die Theorie, wonach die Shakespeare zugeschriebenen Werke nicht von einer Einzelperson, sondern von einer Gruppe einschließlich Francis Bacon, Sir Walter Raleigh und Edmund Spenser geschrieben sein müssten. Sie war von ihrer Idee am Ende krankhaft besessen und verließ England mit der Diagnose einer psychischen Erkrankung. Sie starb in Hartford, Connecticut und ist auf dem Friedhof in „Grove Street Cemetery“ in New Haven, Connecticut begraben.
Ihr Neffe, Theodore Bacon, verfasste über sie eine Biographie Delia Bacon: A Sketch (Boston, 1888) und ein Kapitel, Recollections of a Gifted Woman, in Nathaniel Hawthorne's Our Old Home (Boston, 1863).

## Schriften (Auswahl)
- The Bride of Fort Edward (Founded on an Incident of the Revolution)  (1839)
- The Philosophy of the Plays of Shakspere Unfolded (1857), Project Gutenberg

## Sekundärliteratur
- Nina Baym: Delia Bacon, History's Odd Woman Out. In: The New England Quarterly 69, 1996, S. 223–49.
- Nina Baym: Delia Bacon: Hawthorne's Last Heroine. In: Nathaniel Hawthorne Review 20:2, 1994, S. 1–10.
- Theodore Bacon: Delia Bacon, a biographical sketch, 1888, Archive